# Florida (film)
Florida (Floride) è un film francese del 2015, diretto da Philippe Le Guay.
Ultima interpretazione cinematografica di Jean Rochefort (morto il 9 ottobre 2017), si tratta del primo adattamento cinematografico dell'opera teatrale Le Père (2012) di Florian Zeller; il secondo sarà The Father (2020), diretto dallo stesso Zeller.

## Trama
Claude Lherminier, che un tempo era un grande industriale della carta, a 82 anni sta rendendo la vita difficile alle sue governanti. Fa comprare loro il succo d'arancia della Florida, perché è lì che vive sua figlia Alice. Ma è morta nove anni prima in un incidente d'auto. Carole, la figlia maggiore, non vuole ricordare questa tragedia al padre, che ha tutti i segni del morbo di Alzheimer: non lo sopporterebbe. Lei primogenita, rilevata l'azienda di famiglia a pieni voti, cerca di iniziare una nuova vita con Thomas. Ma continuare a prendersi cura del padre, che soffre di ripetute assenze vere o finte, è difficile. Le immagini ricorrenti di Claude su un aereo in rotta verso la Florida sono realtà, o immaginazione di lui?

## Produzione
Le riprese del film si sono svolte dal 16 settembre al 24 ottobre 2014, nei seguenti luoghi: Annecy-le-Vieux, Annecy, Miami, Santeny, Veyrier-du-Lac, Saint-Germain-la-Chambotte, Valgelon-La Rochette, Talloires, Ginevra, Épagny.

## Colonna sonora
I due protagonisti (Jean Rochefort e Sandrine Kiberlain), interpretano la canzone Puisque vous partez en voyage di Mireille / Jean Nohain.

## Distribuzione
La première mondiale del film ha avuto luogo il 9 agosto 2015 alla sessantottesima edizione del Locarno Film Festival. La data di uscita nelle sale cinematografiche francesi è stata tre giorni dopo.
In Italia, il film è uscito il 5 maggio 2016.